# Merodontina robusta
Merodontina robusta là một loài ruồi trong họ Asilidae. Merodontina robusta được Rao & Parui miêu tả năm 1994. Loài này phân bố ở miền Ấn Độ - Mã Lai.